# أدهير كاليان
أدهير كاليان (بالإنجليزية: Adhir Kalyan)‏ هو ممثل جنوب أفريقي، ولد في 4 أغسطس 1983 بديربان في جنوب أفريقيا.

## أعمال

### أفلام
- (2009) الشباب في الثورة
- (2009) فايرد أب
- (2009) فوق في الجو[4][5]
- (2011) دون شروط[6]
- (2015)  شرطي المجمع التجاري 2[7][8]

### مسلسلات
- قواعد الارتباط

## وصلات خارجية
- أدهير كاليان على موقع IMDb (الإنجليزية)
- أدهير كاليان على موقع روتن توميتوز (الإنجليزية)
- أدهير كاليان على موقع ألو سيني (الفرنسية)
- أدهير كاليان على موقع أول موفي (الإنجليزية)
- أدهير كاليان على موقع قاعدة بيانات الأفلام السويدية (السويدية)
- أدهير كاليان على موقع قاعدة بيانات الفيلم (الإنجليزية)
- أدهير كاليان على موقع كينوبويسك (الروسية)